# Comité des familles
Le Comité des familles a été créé par des familles réunies à la Cité des 4000 à La Courneuve à l’occasion du premier Diwane (fête) des familles le 14 juin 2003,. Le nom de l'association déclarée en préfecture est "Maghreb-Afrique Le Comité des familles pour survivre au Sida".

## Historique
En 2002, des familles maghrébines et africaines vivant avec le VIH avaient organisé deux rassemblements publics, place de la Fontaine des Innocents au cœur de Paris. Dans les textes d'appel au rassemblement, ces familles déclaraient revendiquer l’égalité des droits face à la maladie, et vouloir démontrer leur volonté d’«en finir avec la honte et le silence de l’injustice de l’épidémie».
Le comité des familles a longtemps résidé dans le 19e arrondissement de Paris. Depuis mars 2014, les locaux du Comité des familles se trouvent dans le 20e arrondissement. Le Comité des Familles propose des soirées de convivialité (cinéma, discussion), des cours de yoga, des soirées Séromantiques, des témoignages auprès des jeunes et des lycéens, un portage de repas dans les hôpitaux (projet Chorba), un groupe de parole Grandes Sœurs à destination des femmes, pour qu'elles puissent discuter allègrement de leurs enfants (ce programme a été Lauréat du Trophée Patient 2015 de l'AP-HP). Chaque semaine les membres se réunissent à l'occasion de l'Assemblée des Familles afin de discuter, réfléchir et faire vivre l'auto-support[réf. nécessaire]. 
Les Repas de l'Amitié sont l'occasion de réunir toute la famille autour d'un repas partagée et élaboré ensemble, afin de faire vivre l'éthique familiale et la convivialité de l'association[réf. nécessaire]. 

## Auto-support et auto-organisation: une association créée et gérée par des familles vivant avec lesida
Les familles fondatrices du Comité se sont connues par le biais de l’émission hebdomadaire de radio Survivre au sida (ex-Migrants contre le sida), qui a informé et donné la parole aux séropositifs d'octobre 1995 à juin 2010. 
Depuis 2011, une émission renouvelée, Vivre avec le VIH, diffusée de manière hebdomadaire sur FPP (106.3FM), donne la parole aux séropositifs et à ceux qui les aiment et informe des centaines d'auditeurs chaque semaine. L'émission accueille chaque semaine un invité selon un thème d'actualité, une rubrique culturelle, la revue du Web et le courrier du cœur. Chaque émission est écouté à la Maison des Familles et permet aux membres d'échanger et de se retrouver[réf. nécessaire].
Les membres sont à l'initiative de toutes les activités proposées par l'association. Le soutien par les pairs constitue l'élément fondamental du Comité des Familles. Une équipe œuvre à faciliter ces initiatives bénévoles, et accompagne les nouveaux arrivants dans la "Famille". 